# Kondratowo (rejon kiczmiengsko-gorodiecki)
Kondratowo (ros. Кондратово) – wieś w Rosji, w rejonie kiczmiengsko-gorodieckim obwodu wołogodzkiego. W 2010 r. liczyła 75 mieszkańców.